# Литуаника (самолёт)
Литуаника (лат. Lituanica) — самолёт, на котором американские лётчики литовского происхождения Стяпонас Дарюс и Стасис Гиренас в 1933 году пытались установить рекорд дальности полёта. Вылетев из Нью-Йорка и удачно перелетев Атлантический океан, они разбились при невыясненных обстоятельствах, когда до конца маршрута (Каунаса, тогдашней временной столицы Литвы) оставалось менее десятой части пути. Этот перелёт считается одним из важнейших событий в истории Литвы XX века.

## Маршрут
Весь маршрут был разделён на три этапа: Нью-Йорк — Ньюфаундленд — 2129,8 км, Атлантический океан — 3513,2 км, Ирландия — Каунас — 1543 км (всего 7186 км). Первые два этапа (полёт над морем) считались более сложными и опасными, третий — более простым.
В своём обращении пилоты заявили, что как удачный перелёт, так и возможная катастрофа укрепит «дух сынов Литвы» (лит. «Lietuvos sūnų dvasia»), вдохновляя их на новые подвиги. В мире этот перелёт был интересен как с научной (изучение воздушных течений), так и с инженерной точки зрения (навигационные возможности использованного самолёта). Хотя после одиночного трансатлантического перелёта Линдберга в 1927 году было совершено много (в том числе и успешных) перелётов с установкой рекордов дальности, вызов оставался очень серьёзным.

## Самолёт
18 июня 1932 проживавшие в США опытные пилоты Стяпонас Дарюс и Стасис Гиренас за 3200 долларов выкупили у общества Белланка при Полвокском (Pal-Waukee) аэропорту в Чикаго шестиместный пассажирский самолёт Пейсмейкер (англ. Bellanca Pacemaker), на котором Дарюс уже летал в течение трёх лет. Так как самолёт не годился для дальних полётов, требовался новый двигатель, дополнительные топливные баки, измерительные и навигационные приборы — на всё это нужно было ещё 3000 долларов, которых у них не было. В 1932 году весь мир переживал экономический кризис, поэтому спонсора, который бы профинансировал весь перелёт, не нашлось. Для сбора денег был организован специальный фонд, проводились дни авиации, когда пилоты за пожертвования совершали полёты с их участниками, велась агитация в литовской печати. За 1932 год с таких праздников и других мероприятий, а также от спонсоров, фонд перелёта собрал 4200 долларов.
Были изготовлены более длинные крылья с четырьмя топливными баками, установлен новый девятицилиндровый звездообразный двигатель Wright на 365—388 л. с. и новый винт, на двигатель установлено кольцо Тауненда, на специальные колёса шасси с максимально узкой шиной надеты лапти-обтекатели. Весь самолёт был обтянут новым покрытием, выкрашенным в оранжевый цвет. Был получен новый регистрационный номер — NR-688E.
В начале февраля 1933 года были получены разрешения на перевоз почты через океан по воздуху от почтовых учреждений Литвы и США. 15 апреля журналист газеты «Науенос» (лит. „Naujienos“ — «Новости») А. Вайвада предложил назвать самолёт «Lituanica» (ближе всего к англ. Lithuania, нечто вроде «литовскость», «дух Литвы») — это название всем понравилось и было принято.
24 апреля полностью подготовленная к перелёту «Литуаника» была заправлена 3541 л топлива и 145 л масла, что позволяло самолёту прилететь в Каунас с запасом на ещё 800 км полёта. В самолёте не было радио, а пилоты не брали парашюты, так как самолёт и так был перегружен. В трансатлантических перелётах такие «удобства», а также и автопилот, обычно использовались, особенно в случае организации полёта военными. Официально было признано, что «Литуаника» имела всё необходимое навигационное оборудование и была достаточно подготовлена к перелёту. Тем более что аналогичные самолёты «Белланка» неоднократно использовались в других дальних перелётах.

### Лётно-технические характеристики самолёта
| Характеристика              | Показатель                |
| --------------------------- | ------------------------- |
| Базовая модель              | Bellanca CH-300 Pacemaker |
| Двигатель                   | Wright R-975E             |
| Мощность                    | ~375 л. с.                |
| Размах крыла                | 15,24 м                   |
| Площадь крыла               | 27,5 м²                   |
| Длина                       | 8,45 м                    |
| Практический потолок        | 6096 м                    |
| Вес пустого самолёта        | 1203 кг                   |
| Максимальная взлётная масса | 3668 кг                   |
| Экипаж                      | 2                         |
| Крейсерская скорость:       | 194,6 км/ч                |
| Максимальная скорость:      | 249 км/ч                  |
| Ёмкость топливных баков     | 3636,8 л                  |
| Ёмкость маслобака           | 159 л                     |

## Перелёт
Дождавшись удачной погоды, 15 июля 1933 года в 6:24 самолёт вылетел из нью-йоркского аэропорта Флойд Беннетт (англ. Floyd Bennett). На разбеге сильно перегруженный самолёт дважды чуть не выкатился со взлётной полосы и оторвался от земли только в самом её конце.
Новость о полёте «Литуаники» сразу разошлась по всему миру через телеграфные агентства. Естественно, в тот же день о вылете узнали и в Литве. Вечером 16 июля были зажжены огни на антенне каунасской радиостанции, в воздухе патрулировал самолёт военной авиации, а собравшаяся на аэродроме Алексотас 25-тысячная толпа ждала появления героев. В Каунас самолёт должен был прибыть примерно в 2-3 часа ночи. Но ночью 17 июля «Литуаника» так и не появилась, и к утру люди начали расходиться.
Перелетев Атлантический океан, из-за плохих погодных условий перед Ирландией Дарюс и Гиренас повернули на север и через Шотландию и Северное море достигли Германии. При пролёте через городок Берлинген «Литуаника» была освещена прожектором. Позднее, 17 июля в 0:36 по берлинскому времени, самолёт зацепил верхушки деревьев и, сломав несколько из них, разбился у деревни Кухдам в районе Зольдина — теперь это деревня Пщельник (пол. Pszczelnik) на территории Польши.
В Литву о трагедии сообщил представитель ELTA из Берлина — около 11:30 17 июля пришла новость, что недалеко от Зольдина разбился самолёт, который немецкая воздушная полиция признала за «Литуанику». К погибшим пилотам немцы проявили должное уважение: выставили почётный караул, гробы накрыли немецким и литовским флагами, украсили цветами и венками, произнесли прощальные речи, присутствовали военные и правительственные представители.
19 июля гробы с телами пилотов были вывезены в Штайн, а оттуда — самолётом компании «Дерулюфт» в Каунас. Немецкий самолёт от границы сопровождали 9 литовских самолётов. В 16:10 самолёт с телами Дарюса и Гиренаса, трижды облетев город, приземлился в Каунасе на аэродроме Алексотас. Погибших пилотов встречали около 50 000 человек. Похоронная процессия, сопровождаемая звоном церковных колоколов и воем фабричных сирен, прошла до Архикафедрального собора, куда всю ночь продолжали приходить люди, чтобы проститься с народными героями. В тот же день из Зольдина в Каунас был также привезён мешок с письмами. Все они были помечены в центральном почтамте специальной печатью: «Одолев Атлантику, погибли во славу Литвы».
Литовское правительство решило бальзамировать тела пилотов. На старом каунасском кладбище у проспекта Витаутаса по проекту В. Ландсбергиса-Жямкальниса построен мавзолей (демонтирован в 1958 году), в который 1 ноября 1937 года были перемещены останки пилотов. В 1944 году, под конец Второй мировой войны, с приближением линии фронта к Литве, тела были спрятаны в подвале медицинского факультета каунасского университета, а в 1964 перезахоронены на каунасском военном кладбище.
В 1968 на месте захоронения поставлен надгробный памятник, созданный скульптором В. Мачюйкой.

## Причины катастрофы
До сих пор нет внятного объяснения, почему, проделав более длинную и трудную часть пути, «Литуаника» разбилась, когда до цели оставалось всего 650 км. Официально было объявлено, что катастрофа произошла из-за грозы или поломки мотора. Однако эксперты установили, что в момент катастрофы двигатель работал (воздушный винт вращался), а топлива было достаточно. Предполагается и ошибка пилотов, хотя оба были опытными лётчиками (С. Дарюс, летавший в военной авиации, не имел ни одной аварии).
В ночь катастрофы разразилась буря — одна из сильнейших за несколько лет. Вероятно, пилоты решили приземлиться и дождаться утра перед завершением полёта в Каунасе. Недалеко от места крушения «Литуаники» были сельские поля — перед посадкой самолёт мог лететь слишком низко, в результате чего и зацепил деревья на краю леса. Много лет спустя литовский пилот и конструктор Владас Кянсгайла (лит. Kensgaila) изучал эти места на самолёте с воздуха; по его словам, там — по направлению полёта — среди ровного леса возвышается холм, и его поросший дубами склон всего в 100 м от места катастрофы спускается к полям, к которым и направлялась «Литуаника». По версии Кянсгайлы, пилоты из-за плохих погодных условий сделали вокруг деревни Кухдам несколько кругов, последний из которых закончился трагически. По словам Б. Бакунаса, о попытке приземлиться на полях перед лесом говорит тот факт, что сначала они перелетели поле и тот холм, и только по пути назад зацепили деревья — а значит, самолёт шёл со снижением. Когда-то на тренировках (ещё в Литве) С. Дарюс ночью ориентировался на свет костра при попытках сесть в поле: вероятно, тут он пытался сориентироваться по свету автомобильных фар — по словам свидетелей, они летели очень низко, когда увидели автомобильные фары. Вскоре после этого и произошла катастрофа.
Отсюда, наиболее вероятно, что катастрофа произошла по причине плохой погоды: была буря, гроза и очень слабая видимость. 
В советской историографии было принято утверждение, что «Литуаника», пролетая над секретным немецким объектом, была определена как вражеский разведывательный самолёт и сбита «нацистскими милитаристами». Однако следов от пуль на телах пилотов обнаружено не было.

## Значение
С точки зрения истории мировой авиации полёт С. Дарюса и С. Гиренаса был одним из многих других, к тому же неудачным. В те времена рекорды дальности устанавливались один за другим, и большинство из них ставилось над Атлантикой.
Однако перелёт примечателен тем, что без приземлений они продержались в воздухе 37 часов и 11 минут, пролетев (до места катастрофы) 6411 километров, что было вторым на тот момент результатом для беспосадочного перелёта. Несмотря на плохие погодные условия, отсутствие радиосвязи и автопилота, их полёт отличается весьма высокой точностью. Этим полётом был открыт воздушный путь для перевозки почты между Америкой и Европой.
Долгое время в мире полёт «Литуаники» не был достаточно широко известен. Однако он имел очень большое значение для самой Литвы: перелёт усиленно использовался для агитации и пропаганды, как символ достижений, доступных в единении литовского народа, символ единства эмигрировавших в тяжёлые времена литовцев с теми, кто остался на родине. Неудивительно, что данный подвиг Литва всячески старается осветить как у себя в стране, так и за рубежом.
Подвиг пилотов, их трагическая смерть, стал источником вдохновения для множества поэтов, писателей, художников, скульпторов и композиторов.
В советские годы в Литве память о полёте С. Дарюса и С. Гиренаса поддерживалась на государственном уровне, пример подвига лётчиков использовался в воспитательных программах детей и молодежи республики.
В последнее время, в немалой степени благодаря оригинальному дизайну купюры в 10 лит и достаточному распространению литовцев по странам шенгенской зоны, по крайней мере в Европе этот перелёт достаточно известен.

## Память о перелёте
- Стяпонас Дарюс и Стасис Гиренас после смерти награждены: орденом крест Витиса V степени, звездой стрелков и орденом литовских скаутов (лит. Lietuvos skautų ordinu).
- Почта Литвы выпустила 18 мая 1934 года серию из шести почтовых марок (Mi. 385—390) в честь С.Дарюса и С.Гиренаса. Почта Литвы ещё трижды выпускала марки, посвящённые перелёту С.Дарюса и С.Гиренаса: 17 июля 1993 г. (Mi. 530); 12 июля 2008 г. (Mi. 980); 20 июля 2013 г. (Mi. 1140).
- Родина Стяпонаса Дарюса — дер. Рубишке (лит. Rubiškė) названа деревней Дарюса.
- В честь перелёта вершинам на юго-западе Памира даны имена «Литуаники», а также Дарюса и Гиренаса.
- Улицы Дарюса и Гиренаса (Dariaus ir Girėno g.) имеются в Вильнюсе, Каунасе, Клайпеде, Паневежисе, Тельшяй, Шилуте, Шяуляе, Паланге и во многих других городах и местечках.
- Поставлены памятники в Кухдаме (нем. Kuhdamm 1936, нынешний пол. Pszczelnik)[уточнить], Мыслибуже[2], в Чикаго (1935), Нью-Йорке (1958), в небольшом городе Беверли-Шорс в штате Индиана (1971)[3][источник не указан 3838 дней], Каунасе (1993).
- В 1943 году, в период немецкой оккупации, литовский скульптор Бронюс Пундзюс высек на валуне Пунтукас (лит. Puntukas) в районе Аникщяй рельефные изображения пилотов и часть текста из завещания.
- В 1958 г. в помещении нынешнего Военного музея в Каунасе открыта экспозиция трансатлантического полёта. В музее хранятся записи голосов пилотов и киноматериалы, которые передал телеканал LNK.
- Хутора, где родились пилоты, восстановлены и тоже стали филиалами музея авиации (дом Дарюса находится в Клайпедском районе, в деревне Дарюс. Дом Гиренаса — в деревне Витогала Шилальского района).
- Различными экспонатами располагает Жемайтийский художественный музей в Плунге.

- С 1993 года, с установлением денежной единицы лит купюра в 10 единиц всегда носила изображение пилотов на лицевой стороне и «Литуаники» на оборотной.
  - Памятная монета в 10 литов 1993 года.
- городской стадион Каунаса назван[когда?] в честь Дарюса и Гиренаса[4].
- В честь данного самолёта назван ресторан «Lituanica» в Бэктоне, Лондон.
- В июле-ноябре 2010 года на выставке «Expo 2010» в Шанхае в павильоне Литвы демонстрировалась копия «Литуаники», перелетевшей Атлантику 77 лет назад. Она была подвешена к потолку в помещении. Модель самолёта в масштабе 1:4 (размах крыльев 4 м, длина около 2 м, масса около 60 кг) создал Валдас Кянсгайла. Для него это была третья копия данного самолёта: первой стала полноразмерная пилотируемая реплика в 1983 г., вторая модель, созданная в масштабе 1:2, висит сейчас в Вильнюсском аэропорту. Третью копию после демонстрации в Шанхае перевезли в Лондон и установили в ресторане «Lituanica».
- 2013 год (80-летие перелёта) объявлен Сеймом Литовской Республики «Годом перелета литовских летчиков Дарюса и Гиренаса через Атлантический океан»[5].
  - В августе того же года в Вильнюсе, возле Музея энергетики и техники Литвы, открылась инсталляция «Крылья Литуаники» («Lituanikos sparnai»). В качестве основного элемента использована реплика крыла самолёта на подвесном шарнире (поворачивается ветром), второе такое же крыло планируется установить в Нью-Йорке.

В кинематографе
В юбилейном 1983 году, к 50-летию перелёта, были сняты два советских фильма:
- д/ф «Крылья Литуаники» режиссёра Робертаса Верба[6] ;
- х/ф «Полёт через Атлантику» режиссёра Раймондаса Вабаласа[7]. Для этого фильма известный в Литве пилот-конструктор Кянсгайла создал достаточно аутентичную реплику самолёта — летающую копию в масштабе 1:1. Позже её неоднократно демонстрировали на авиационных праздниках, как на земле, так и в полёте.

### Реплика самолёта
Полноразмерная пилотируемая реплика самолёта была создана в 1983 году для художественного фильма о легендарных лётчиках. Позже её неоднократно привозили на авиационные праздники как в Литве, так и за рубежом. В 2003 году (70-летие перелёта) эта копия облетела всю Литву и совершила посадку у Каунасского музея авиации.
В 2013 году, спустя 10 лет, её снова подготовили к полёту, для участия в празднике вильнюсской авиации.

## Галерея
- Памятник на месте катастрофы в Пщельнике
- Памятник Дарюсу и Гиренасу в Пщельнике
- Памятник в Чикаго
- Почтовая марка (худ. Гаучас), 18 мая 1934 г.
- Монета в 10 лит, 1993 г.
- Рельеф на валуне Пунтукас